# Özen, Reşadiye
Özen là một xã thuộc huyện Reşadiye, tỉnh Tokat, Thổ Nhĩ Kỳ. Dân số thời điểm năm 2011 là 54 người.